# Larissa (mitologia)
Larissa (in greco antico: Λάρισσα?, Lárisa) è un personaggio della mitologia greca. È una ninfa della Tessaglia, considerata l'eponima della città di Larissa.

## Genealogia
Figlia di Pelasgo ebbe da Poseidone i figli Acheo, Ftio e Pelasgo.

## Mitologia
Era rappresentata su un lato delle comuni dracme prodotte dalla città di Larissa tra il 400 a.C. ed il 340 a.C. ed in posa di tre quarti di fronte e con i capelli sciolti.
Altre monete raffigurano Larissa seduta, con in mano un'hydria e con una molla nelle vicinanze, che conferma il suo status di ninfa.
Secondo Plinio il Vecchio Larissa è stata immortalata in una statua, che sarebbe divenuta l'archetipo delle immagini che ricorrono sulle monete della Tessaglia, dallo scultore greco Telefane di Focea.
I suoi figli si divisero per la Tessaglia divenendo eponimi della Ftiotide, dell'Acaia e della Pelasgiotide.